# Bart van der Leck
Bart van der Leck (ur. 26 listopada 1876 w Utrechcie, zm. 14 listopada 1958 w Blaricum) – holenderski malarz, projektant i ceramik, członek grupy artystycznej De Stijl.

## Życiorys
Syn malarza pokojowego, karierę artystyczną rozpoczął od nauki malowania witraży w sklepie w Utrechcie. Początkowo tworzył pejzaże, zbliżone do twórczości artystów związanych ze szkołą haską. Po przystąpieniu do De Stijl w 1917 jego styl zbliżył się do abstrakcjonizmu Mondriana. Artysta nie zrezygnował jednak z przedstawieniowości, chociaż sprowadził ją do prostych form geometrycznych
Bart van der Leck zajmował się także projektowaniem tkanin, ceramiką i malarstwem dekoracyjnym.